# Bauke Kammenga
Bauke Kammenga (Oldeberkoop, 10 februari 1901 – 24 juli 1990) was een Nederlands politicus.
Hij werd in de Friese gemeente Ooststellingwerf geboren als zoon van Jan Kammenga (1865-1947; gemeenteveldwachter) en Tetje Asma (1867-1929). Hij begon in 1918 zijn ambtelijke carrière bij de gemeentesecretarie van Ooststellingwerf en in 1920 ging hij werken bij de gemeentesecretarie van Kampen waar hij het bracht tot adjunct-commies. Daarna was hij vanaf 1925 werkzaam bij de provinciale griffie van Zuid-Holland waar hij in 1948 de rang van referendaris bereikte. Vanaf november 1952 onderbrak hij ruim een jaar zijn werkzaamheden bij het provinciaal bestuur om waarnemend burgemeester van Zevenhoven te worden. Van midden 1956 tot zijn pensionering in 1966 was Kammenga burgemeester van de gemeenten Leimuiden, Nieuwveen en Rijnsaterwoude. Hij overleed in 1990 op 89-jarige leeftijd.